# Теодор Стерджен
Те́одор Сте́рджен (англ. Theodore Sturgeon; 26 лютого 1918, Стейтен-Айленд, Нью-Йорк, США — 8 травня 1985, Юджін, Орегон, США) — американський письменник-фантаст і критик, також працював в жанрі фантастики жахів. На сайті Internet Speculative Fiction Database, зібрано більше 200 його історій і близько 400 оглядів.
Його найвідомішою роботою є науково-фантастичний роман «Більше ніж люди» (англ. More Than Human) 1953 року, який побудовано на повісті «Дитина це троє» (англ. Baby Is Three) 1952 року. «Більше ніж люди» виграв Міжнародну премію з фантастики 1954 року, як найкращий роман, а повісті «Малюку — вже три», асоціацією письменників-фантастів Америки, присуджене п'яте місце серед «Найвидатніших науково-фантастичних повістей всього часу» в 1964 році. Теодор Стерджен тоді ж посів друге місце (після Роберта Гайнлайна) серед авторів.
В 2000 році Теодора Стерджена обрано в «Залу слави наукової фантастики та фентезі».

## Біографія
Стерджен народився 26 лютого 1918 в Стейтен-Айленд, Нью-Йорк. При народженні отримав ім'я Едвард Гамільтон Волдо, але в 1929, коли його матір розлучилась і побралася з Вільямом Стердженом, він змінив своє прізвище.
В 1938 році він продав свій перший твір, а в 1939 його перший науково-фантастичний твір «Дихаючи ефіром» (англ. Ether Breather) був опублікований в журналі «Astounding Science-Fiction». Довгий час Теодор Стерджен писав лише короткі історії, які публікувалися в різних журналах, переважно для науково-фантастичних журналів «Astounding» і «Unknown», але часто його роботи з'являлися і в звичайному літературному журналі «Argosy». Він використовував свій псевдонім «E. Волдо Гантер» (англ. E. Waldo Hunter), коли два його твори входили в один випуск журналу «Astounding».
Працював «літературним негром» над романом «Гравець з протилежної сторони» (англ. The Player on the Other Side), який видався під авторством Еллері Квін в 1963 році. Цей роман отримав багато позитивних відгуків серед критиків і читачів.
Також писав сценарії до серіалу «Зоряний шлях», зокрема для епізодів «Звільнення на берег» (англ. "Shore Leave", 1966) і «Час гніву» (англ. "Amok Time", 1967). Також йому приписують винайдення вигаданих символів серіалу, зокрема перше використання фрази «Живіть і процвітайте» (англ. "Live long and prosper"), Вулканського привітання (жест рукою з розведенням середнього і безіменного пальців), а також опис шлюбних ритуалів Вулканців. А ще Стерджен написав декілька епізодів, які ніколи не були екранізовані.
Також писав сценарії до епізодів дитячого пригодницького серіалу «Земля загублених» (англ. "Land of the Lost"). Два його твори були адаптовані до серіалу «Зона сутінків». Один з них «Тарілка самотності» транслювався в 1986 і був присвячений його пам'яті. Інший епізод «Справа хвилин» був написаний за мотивами повісті Стерджена «Вчора був понеділок» (англ. Yesterday Was Monday). Його роман «Killdozer!» був покладений в основі однойменного фільму 1974 року, одного з коміксів Marvel і американської рок-групи.
Теодор Стерджен належить до класиків наукової фантастики, в пік своєї популярності, в 1950-х, його твори включались в найбільшу кількість антологій, серед живих письменників, і високо оцінювались критиками. Водночас він не був популярним серед загальної публіки і виграв лише декілька нагород. Його творчість вплинула на творчість таких письменників-фантастів як Гарлан Еллісон, Семюел Ділені і Рей Бредбері.
Декілька років Стерджен жив в Спрінгфілді, штат Орегон. Помер 8 травня 1985 року від пневмосклерозу в лікарні міста Юджін.

### Романи
- 1950 — «Сплячі самоцвіти» (англ. «The Dreaming Jewels»). Також видавалась під назвою «Синтетична людина» (англ. «The Synthetic Man»).
- 1953 — «Більше ніж люди» (англ. «More Than Human»). Роман побудований на трьох пов'язаних повістях, однією з яких є «Дитина це троє» (англ. «Baby Is Three»).
- 1956 — «Я, розпусник» (англ. «I, Libertine»). Історичний роман створений заради містифікації за запитом Джина Шепарда, і вийшов під авторством Фредеріка Р. Івінга (англ. Frederick R. Ewing).
- 1958 — «Космічний ґвалт» (англ. «The Cosmic Rape»). Скорочений варіант видавався під назвою «Одружитись на Медузі» (англ. «To Marry Medusa»).
- 1960 — «Венера плюс X» (англ. «Venus Plus X»).
- 1961 — «Трохи твоєї крові» (англ. «Some of Your Blood»).
- 1963 — «Гравець з протилежної сторони» (англ. «The Player on The Other Side»). Роман написаний Стердженом і виданий під авторством Еллері Квін.
- 1986 — «Боже тіло» (англ. «Godbody»). Виданий посмертно.

### Вибрані оповідання
- 1939 — «Дихаючи ефіром» (англ. "Ether Breather"). Його перше опубліковане науково-фантастичне оповідання.
- 1940 — «Це!» (англ. "It!"). Номінувалась на премію «Ретро-Г'юго» за найкращу коротку повість в 2016 році.
- 1941 — «Мікрокосмічний бог» (англ. "Microcosmic God").
- 1941 — «Вчора був понеділок» (англ. "Yesterday Was Monday").
- 1944 — «Killdozer!».
- 1947 — «Зрілість» (англ. "Maturity"). Номінація на премію «Сейун» в 2004.
- 1947 — «Руки Б'янки» (англ. "Bianca's Hands").
- 1947 — «Грім і троянди» (англ. "Thunder and Roses").
- 1948 — «Ідеальний господар» (англ. "The Perfect Host").
- 1949 — «Особлива думка» (англ. "Minority Report"). Не має відношення до однойменного фільму 2002 року, це екранізація твору Філіпа Діка.
- 1949 — «Нога і могила» (англ. "One Foot and the Grave").
- 1952 — «Малюку — вже три» (англ. "Baby Is Three").
- 1953 — «Тарілка самотності» (англ. "A Saucer of Loneliness"). Номінація на премію «Ретро-Г'юго» за найкраще оповідання в 2004 році.
- 1953 — «Світ добре втрачений» (англ. "The World Well Lost"). За це оповідання обраний до зали слави «Gaylactic Spectrum».
- 1953 — «Містер Костелло, герой» (англ. "Mr. Costello, Hero").
- 1955 — «[Віджет], [Ваджет], і Бофф» (англ. "The [Widget], The [Wadget], and Boff").
- 1956 — «Умільці Ксанаду» (англ. "The Skills of Xanadu").
- 1956 — «Інша людина» (англ. "The Other Man").
- 1956 — «А зараз новини» (англ. "And Now The News"). Лауреат премії «Сейун» в 2005.
- 1959 — «Людина що загубила море» (англ. "The Man Who Lost the Sea"). Номінація на премію Г'юго за найкраще оповідання в 1960.
- 1960 — «Потреба» (англ. "Need"). Номінація на премію Г'юго за найкраще оповідання в 1961.
- 1964 — «Як забути бейсбол» (англ. "How to Forget Baseball").
- 1964 — «Цвях і Оракул» (англ. "The Nail and the Oracle").
- 1967 — «Якби всі чоловіки були братами, чи дозволив б одному одружитись з твоєю сестрою?» (англ. "If All Men Were Brothers, Would You Let One Marry Your Sister?"). Номінація премію Неб'юла за найкращу повість в 1967.
- 1969 — «Чоловік, який навчився любити» (англ. "The Man Who Learned Loving").Номінація премію Неб'юла за найкраще оповідання в 1969.
- 1970 — «Повільна скульптура» (англ. "Slow Sculpture") Премія Г'юго за найкраще оповідання, премія Неб'юла за найкращу коротку повість і Премія журналу «Locus».

## Інтернет-ресурси
- Теодор Стерджен на сайті Internet Speculative Fiction Database (англ.)

- Теодор Стерджен на сайті IMDb (англ.)
- The Theodore Sturgeon Page — інформативний фан-сайт.
- Теодор Старджон на сайті «Лаборатория фантастики» (рос.)
- The Theodore Sturgeon Literary Trust — власники прав на твори Стерджена.
- Theodore Sturgeon's online fiction на Free Speculative Fiction Online